# Tony Catta
 (juillet 2024).
Le comte Tony Catta (né Antoine Yves Catta à Nantes en Loire-Inférieure, le 20 mai 1884 et mort à Saint-Barthélemy-d'Anjou en Maine-et-Loire, le 14 avril 1974), est un avocat, journaliste et auteur français.

## Biographie
D'une famille catholique, son père, Antoine Catta (1839-1902), conseiller municipal de Nantes, démissionnera de la magistrature lors de l'exécution des décrets contre les congrégations et sera créé comte romain en 1885 par le pape Léon XIII ; sa mère est Marguerite Dézanneau. Quatre de ses frères et sœurs seront dans les ordres, dont le chanoine Étienne Catta, et deux autres morts pour la France lors de la Première Guerre mondiale. Il est par ailleurs le grand-oncle de Hervé-Marie Catta, dont l'épouse Martine Laffitte-Catta fondera avec Pierre Goursat la Communauté de l'Emmanuel.
Après avoir été élève au collège Saint-Stanislas de Nantes, il suit ses études à l'Université catholique d'Angers, où il aura notamment pour professeur Joachim du Plessis de Grenédan, dont il écrira la biographie, et à la faculté de droit de Caen, et obtient son doctorat en droit en 1909, sur une thèse De la responsabilité civile des administrateurs de sociétés anonymes en droit français. Il s'installe comme avocat au barreau de Nantes.
Il épouse, en 1908, Geneviève Bazin, l'une des filles de l'écrivain René Bazin, dont il a été le secrétaire. Ils auront treize enfants : Antoinette, Donatienne (religieuse chanoinesse de Saint-Augustin), Marie-Madeleine, Jean (peintre), René-Salvator qui épousera en 1938 Aliette Durant de La Pastellière (tante de Cyril de La Patellière), Henri (fondateur de la Communauté de Berdine, mort en 1994), Jacques (médecin), Geneviève, Chantal, Colette (missionnaire au Brésil), Emmanuel Catta (1923-2000), (Compagnie française du pétrole, président du Souvenir vendéen de 1991 à 2000), François, et Dominique (moine bénédictin, cofondateur de l'abbaye de Keur Moussa au Sénégal, 1927-2018), et auront 48 petits-enfants dont l'ambassadeur de France Alain Catta.
Durant la Première Guerre mondiale, il sert comme capitaine à l'état-major d'une division. Il sera cité à l'ordre du corps d'armée et recevra la croix de guerre.
Par la suite, il s'occupe d'industrie et prend la direction des papeteries Bolloré.
Homme de confiance du marquis de la Ferronnays, il est le secrétaire du Comité de la droite, parti de la droite monarchiste.
Notamment avec son ami Jean Le Cour Grandmaison et Maurice Ricordel, il sillonne les différentes paroisses de la Loire-Inférieure afin de mettre en place le réseau de l'Association catholique des chefs de famille, donnant de nombreuses conférences pour prôner la défense des libertés religieuses et de l'enseignement.
Se lançant dans le journalisme, il écrit dans L'Écho de la Loire (dont il est le directeur à Nantes) jusqu'en 1932, année où il devient le rédacteur en chef de l'hebdomadaire royaliste L'Espérance du peuple ainsi que du Journal d'Ancenis, dont il devient le directeur.
En 1932, il fonde, avec le docteur Charles Coubard, Jean Yole et Louis Chaigne, le Souvenir vendéen.
Après avoir pris sa retraite, il se retire dans son manoir des Rangeardières, à Saint-Barthélemy-d'Anjou, et devient professeur de droit à l'Université catholique d'Angers et à l'École des assistantes sociales. Il collabore également aux Cercles d'études d'Angers.
Proche des éditions de Chiré à leurs débuts, Tony Catta écrit plusieurs articles dans leur revue Lecture et Tradition.

## Publications
- Guide juridique du Clergé et des œuvres catholiques, avec l'abbé Lucien Crouzil, préface de Henry Taudière (1914)
- Du séminaire au champ de bataille. Yves de Joannis élève au séminaire français, brigadier au 51e d'artillerie, 1893-1914 (Plon-Nourrit et Cie, 1919) - Prix Dodo, 1920
- Quatre Français chez Monseigneur le duc de Guise, (L'ami de la vérité, Nantes, 1927).
- Un Cavalier, le colonel Taylor (1871-1918), avec Alfred Duret, préface du maréchal Lyautey (1927) - Prix Boudenoot, 1930
- Un royaliste, Roger Lambelin (1857-1929) (éditions Bossard, 1930)
- Le Capitaine Joubert, chevalier et apôtre (1842-1927). Éloge funèbre prononcé par le chanoine J.-B. Eriau, le 27 mai 1934, à l'inauguration du monument élevé en l'église de Saint-Herblon (Loire-Inférieure), et compte rendu de la cérémonie (1934)
- Un romancier de vraie France : René Bazin (Calmann-Lévy , 1936)
- Le Très Révérend Père Basile-Antoine Moreau 1799-1873 et les origines de la Congrégation de Sainte-Croix, avec Étienne Catta (éditions Fides, 1950, 1952, 1954, 1955)
- La Très Révérende Mère Marie des Sept-Douleurs : 1818-1900, et les origines des Marianites de Sainte-Croix, avec Étienne Catta, préface de Mgr Albert Cousineau (1958)
- La Vendée, la foi, la patrie : synthèse du Souvenir vendéen (Nouvelles éditions latines, 1960)
- Le père Dujarié (1767-1838), curé de Ruillé-sur-Loir, chanoine honoraire de Mans, fondateur des communautés des Sœurs de la Providence et des Frères de Saint-Joseph, maintenant Frères de Saint-Croix, introduction d'Étienne Catta (Fides, 1960)
- Chemins de la grâce : Joachim Du Plessis de Grenédan, 1870-1951 : de la Faculté catholique d'Angers à l'abbaye cistercienne de Bellefontaire, avec Jacques d'Avigneau (2007)

## Distinctions

### Prix
Distingué du prix Dodo en 1920 et du prix Boudenoot en 1930 par l'Académie française

### Décoration
- Chevalier de la Légion d'honneur à titre militaire par décret du 25 juillet 1929[3].

### Sources
- Bernard Le Nail, "Dictionnaire biographique de Nantes", p. 86.
- J. Garaud, Dictionnaire du Monde religieux dans la France contemporaine" Tome 3 "La Bretagne
- Académie d'Angers - Séance du 14 juin 1974 - Éloge du comte Tony Catta prononcé par M. Pierre d'Herbécourt
- David Bensoussan, Combats pour une Bretagne catholique et rurale: Les droites bretonnes dans l'entre-deux-guerres, Fayard, 2008
- René Bourreau, Monarchie et modernité: l'utopie restitutionniste de la noblesse nantaise sous la IIIe République, Sorbonne, 1995